# Unkulunkulu
Unkulunkulu, wörtlich "der Große-Große", ist das höchste Wesen bei den Zulu. Das höchste Wesen steht an der Spitze aller Geister und anderen Geschöpfe. Weil geglaubt wird, dass das höchste Wesen unendlich fern sei, spielt es bei den meisten Stämmen in der Ausübung der Religion keine große Rolle. Es wird deshalb kaum ein Gebet an das höchste Wesen gerichtet (Deus absconditus). Die Idee vom höchsten Wesen soll den Ursprung der Welt erklären (prima causa). Weil es die Lebewesen aus einem Urstoff erschaffen habe, wird es auch Former bzw. "Schöpfer aller Dinge und Urvater" genannt. Die Vorstellungen über das höchste Wesen differieren stark. Einige halten das höchste Wesen für allmächtig. Es habe nicht nur die Lebewesen, sondern auch die ganze Welt geschaffen. Das höchste Wesen kann sich vielleicht mal den Menschen annehmen. Es hat keine fassbare Gestalt.